# William Castro
William Adrián Castro Rosso (né le 22 mai 1962 à Mercedes en Uruguay) est un joueur de football international uruguayen qui évoluait au poste de milieu de terrain.

## Biographie

### Carrière en club
William Castro évolue en Uruguay, en Argentine et au Mexique.
Il joue 32 matchs en première division mexicaine avec le club de Cruz Azul, inscrivant cinq buts, et 10 matchs en première division argentine avec l'équipe du Gimnasia y Esgrima La Plata. 
Il remporte un titre de champion d'Uruguay avec le CA Peñarol.
Il dispute 22 matchs en Copa Libertadores. Il inscrit deux buts lors de cette compétition : le premier avec CA Bella Vista contre le club chilien de Colo-Colo en mai 1985, et le second avec le Club Nacional contre le club colombien de Millonarios en juillet 1988. Il remporte cette compétition en octobre 1988, en battant le club argentin des Newell's Old Boys en finale. Deux mois plus tard, il remporte avec cette même équipe la Coupe intercontinentale, en battant le club néerlandais du PSV Eindhoven aux tirs au but.

### Carrière en sélection
William Castro reçoit neuf sélections en équipe d'Uruguay entre 1989 et 1991, inscrivant deux buts.
Il participe avec l'équipe d'Uruguay à la Coupe du monde de 1990. Lors du mondial organisé en Italie, il ne joue aucun match.

## Palmarès
| Club Nacional \| - Championnat d'Uruguay : - Vice-champion : 1989. - Coupe intercontinentale (1) : - Vainqueur : 1988. - Recopa Sudamericana (1) : - Vainqueur : 1989. \| \| - Copa Libertadores (1) : - Vainqueur : 1988. - Copa Interamericana (1) : - Vainqueur : 1989. \| |  | Peñarol - Championnat d'Uruguay (1) : - Champion : 1993.                                      |
| - Championnat d'Uruguay : - Vice-champion : 1989. - Coupe intercontinentale (1) : - Vainqueur : 1988. - Recopa Sudamericana (1) : - Vainqueur : 1989. |  | - Copa Libertadores (1) : - Vainqueur : 1988. - Copa Interamericana (1) : - Vainqueur : 1989. |